# Parasemidalis alluaudina
Parasemidalis alluaudina är en insektsart som först beskrevs av Navás 1912.  Parasemidalis alluaudina ingår i släktet Parasemidalis och familjen vaxsländor. Inga underarter finns listade i Catalogue of Life.